# Київець (гміна Залесе)
Київець (або Києвець, Кійовець, пол. Kijowiec) — село в Польщі, у гміні Залесе Більського повіту Люблінського воєводства. Населення — 318 осіб (2011).

## Історія

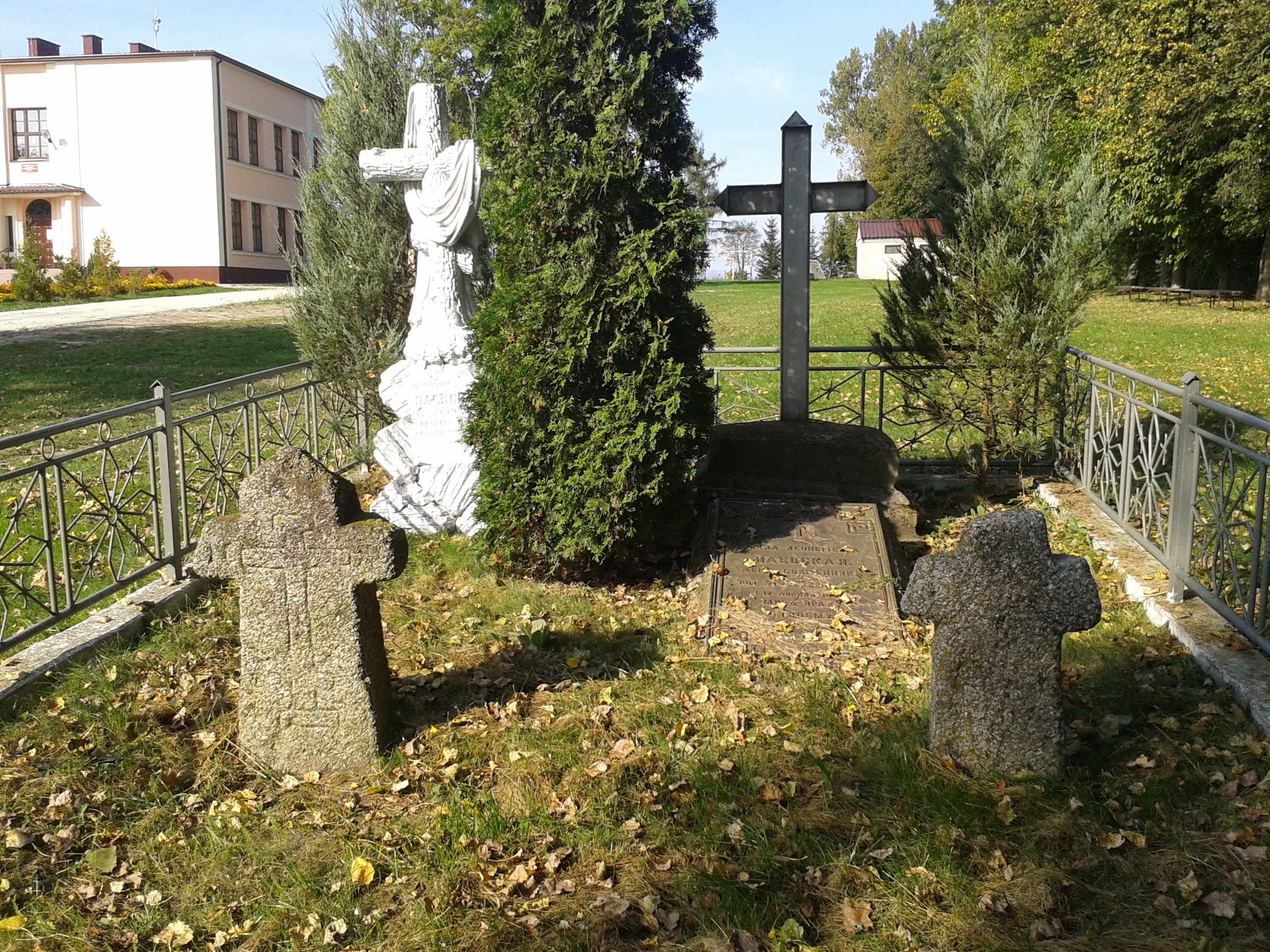
Могили на православному цвинтарі

1531 року вперше згадується православна церква в селі. На Варшавському сеймі в березні 1659 року маєток у волості Київець був наданий у володіння українському козацькому дипломатові Павлові Тетері.
За даними етнографічної експедиції 1869—1870 років під керівництвом Павла Чубинського, у селі переважно проживали греко-католики, які розмовляли українською мовою. 1902 року в селі зведено православну церкву.
У часи входження до міжвоєнної Польщі попри українських характер села, навчання українською мовою не велося. У 1929 році польська влада в рамках великої акції руйнування українських храмів на Холмщині і Підляшші знищила місцеву православну церкву 1902 року. У 1936 році в селі проживало близько 200 родин православних українців та 6 родин римо-католиків. У 1936 році було відкрито нову православну церву, яку поляки знищили в липні-серпні 1938 року.
Українське життя відродилося після військової поразки і включення Польщі до складу Німеччини — відкрито українську початкову школу (учитель — Мудрий), дитячий садок, бібліотеку, відновилося церковне життя зі службою українською мовою, влітку діяв молодіжний театр. Село відвідував митрополит Іларіон (Огієнко). У 1943 році в селі мешкало 468 українців та 165 поляків, а в сусідній однойменній колонії — 10 українців та 192 поляки.
Місцеве українське населення було депортовано під час обміну населенням між Польщею та СРСР у 1944—1946 роках і під час операції «Вісла» у 1947 році. Повернулися лише декілька родин.
У 1975—1998 роках село належало до Білопідляського воєводства.

## Населення
Демографічна структура станом на 31 березня 2011 року:
|          | Загалом | Допрацездатний вік | Працездатний вік | Постпрацездатний вік |
| -------- | ------- | ------------------ | ---------------- | -------------------- |
| Чоловіки | 173     | 44                 | 109              | 20                   |
| Жінки    | 145     | 28                 | 77               | 40                   |
| Разом    | 318     | 72                 | 186              | 60                   |

## Релігія

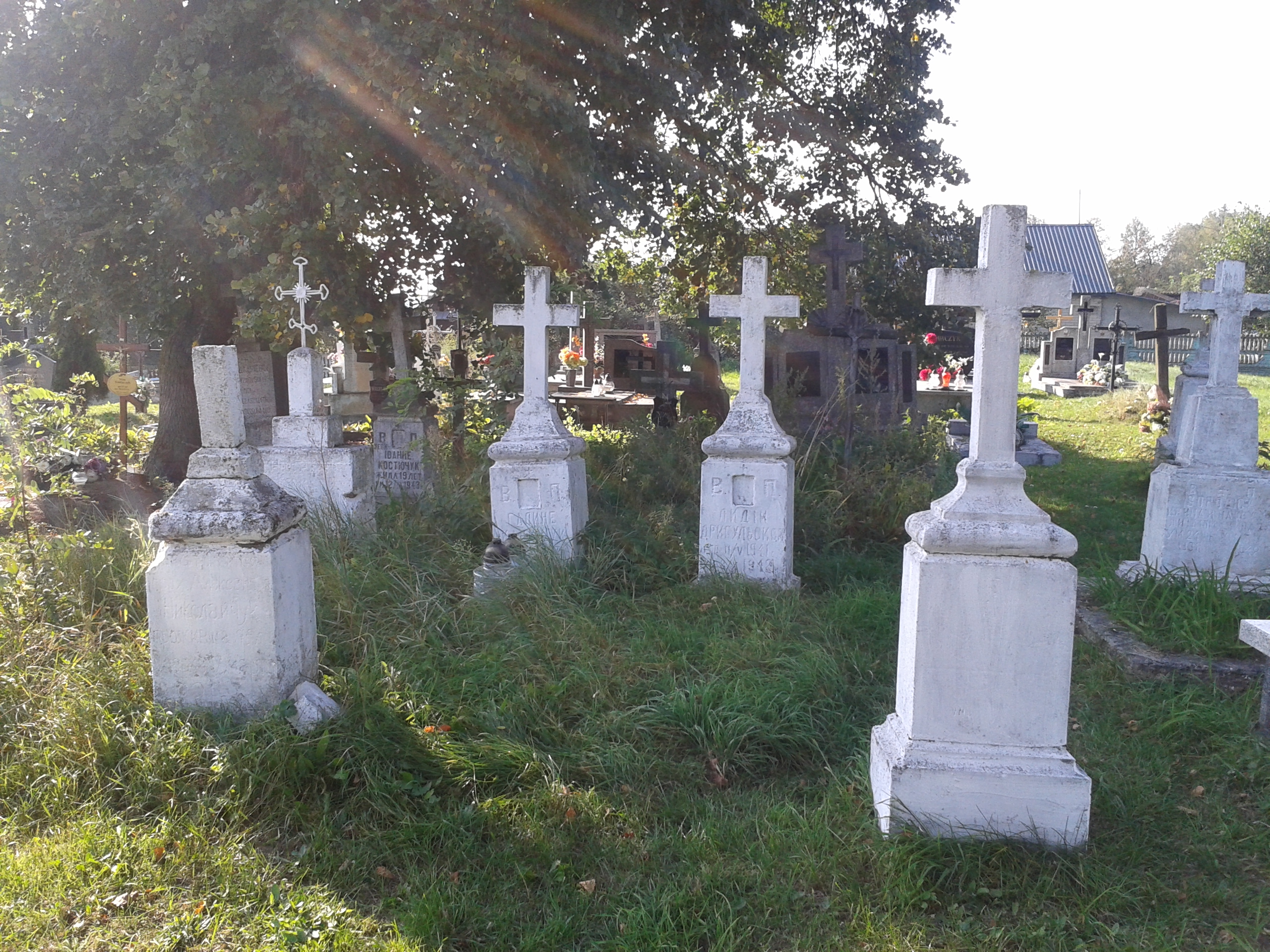
Православний цвинтар

Вперше про церкву в селі згадується 1531 року. У 1872 році місцева греко-католицька парафія налічувала 1464 віряни. У 1902 році в селі зведено церкву, яку зруйнували в 1929 році. У 1905—1921 роки українські (русинські) мешканці села зазнали примусової полонізації, яка полягала в нав'язуванні їм римо-католицького обряду. За звітом польської поліції у 1935 році православна парафія Київця налічувала 2598 вірян, місцевий священник вважався прихильником українського націоналізму. Згодом збудували нову церкву, яку польська влада знищила в 1938 році. У 1986 році на сільському цвинтарі була зведена сучасна невелика мурована церква.